# Hôpital ALYN
 (mars 2018).
Le contenu est difficilement compréhensible vu les erreurs de traduction, qui sont peut-être dues à l'utilisation d'un logiciel de traduction automatique.
L'Hôpital Familier Alyn Woldenberg, (en hébreu: בית חולים אלי"ן) est un hôpital pour les enfants et un centre de réhabilitation pour les adolescents, situé dans la ville de Jérusalem. L'hôpital a été fondé dans 1932 par un orthopédiste américain, le Docteur Henry Keller. Alyn traite à des infants avec des maladies congénitales et acquises, entre elles la paralysie cérébrale, les maladies neuromusculaires, blessés dans la moelle épinière, lésions cérébrales, brûlures, troubles des conduites alimentaires, victimes d'accidents de la route et attaques terroristes.

## Personnel
Le personnel multidisciplinaire d'Alyn comprend à une variété de professions médicales. Les membres du personnel sont divisés par son affinité professionnelle et ils ont un directeur qui supervise son niveau professionnel et son développement. Les diverse champs professionnels comprennent: médecine, infirmerie, physiothérapie, ergothérapie, orthophonie, psychologie, travail social et éducation.
L'hôpital Alyn traite à tous les enfants, indépendamment de leur religion et origine ethnique. Le personnel de l'hôpital respecte toutes les cultures et aide aux patients et familiers à se sentir commodes dans l'entourage hospitalier. La salle de prière islamique est accessible avec fauteuil roulant, la salle se trouve près de la clinique pour des patientes externes. La salle de prière est ouverte tout le jour pour les patients, ses familiers et le personnel de l'hôpital.

### Médecine
Le traitement dans Alyn est fourni par un équipement de médecins que comprend à plusieurs spécialistes dans le champ de la médecine pédiatrique et la réhabilitation : pédiatres, orthopédistes, neurologues, urologues, diététiciens, spécialistes en des maladies infectieuses, maladies pulmonaires, neurochirugie et psychiatrie.

### Infirmerie
Le personnel d'infirmerie répond à chaque patient et à sa famille pendant tout le procès de réhabilitation. Les infirmières assistent, ils identifient, ils agissent et guident aux patients et à ses familles avec chaque sollicitude liée avec ses besoins physiques, médicales et émotionnelles, les 24 heures du jour, 7 jours à la semaine.

### Physiothérapie
Les physiothérapeutes éprouvés de Alyn, ils se concentrent à améliorer les compétences motrices et la ventilation pulmonaire, en comprenant la mobilité, la stabilité et la résistance. Les options de traitement comprennent la thérapie au sol, l'emploi du dernier équipement et l'hydrothérapie dans la piscine.

### Ergothérapie
L'ergothérapie se centre en promouvant la fonction autonome du patient. Le but est équiper au patient avec les outils pour faire front aux demandes de la vie dans le contexte social, scolaire et professionnel.

### Orthophonie
Le but des thérapeutes de l'orthophonie est aider les patients à utiliser le langage grâce à la parole ou à n'importe quelle autre forme de communication appropriée à l'âge de l'enfant, à ses habilités et besoins.

### Psychologie
Dans le premier contact avec le patient, le psychologue se centre en évaluant la situation du patient, les facteurs et les circonstances qu'affectent à sa condition émotionnelle et à ses réponses.

### Travail social
Les travailleurs sociaux ils se concentrent dans la famille et dans son entourage et ils remarquent au garçon comme partie de l'unité familière et de la communauté à laquelle appartiennent. Les travailleurs sociaux ils guident aux parents et à ses familles dans le procès de récupération et ils assistent dans la planification et dans la revenue du patient à la maison et à sa communauté.

## Tremblement de terre en Haïti en 2010
En février d'en 2010, un groupe d'experts médecins de l'Hôpital Alyn, spécialisé dans la rééducation d'amputés, se rend à Haïti pour évaluer les besoins et former les thérapeutes haïtiens. Les délégations ont été sous les auspices de l'organisation IsraAid et Tevel B Tzedek. Les délégations ont continué fournissant thérapie pour les patients du séisme jusqu'à juin de 2010.